# Пемон
Пемон (Pemon, Pemón, Pemong) — корінні народи, які живуть в районах Венесуели, Бразилії та Гаяни. 

## Опис
Пемони є частиною великої карибської мовної сім'ї і включають шість груп, серед яких арекуна, інгаріко, камаракото, туаліпанг, мапойо та макуші (у Бразилії — макуксі або макусі). Хоча етнографічних даних про ці групи дуже мало, Айріс Маєрс створила один з найдокладніших описів макуші в 1940-х роках, і на її роботу значною мірою покладаються, порівнюючи історичне та сучасне життя макуші.
Вперше західні люди зустріли пемонів у 18 столітті й навернули їх до християнства завдяки місіонерам. Їхнє суспільство базується на торгівлі та вважається егалітарним та децентралізованим, а у Венесуелі коштом нафтодоларів фінансуються громадські проєкти, а також розвиваються можливості екотуризму. У Венесуелі пемони живуть на пасовищному плато Гран-Сабана, де знаходиться найвищий водоспад у світі Анхель.
У Бразилії пемони живуть серед інших корінних народів поблизу кордонів Венесуели та Гаяни в селах на територіях Індігенас Сан-Маркос і Рапоса-Серра-ду-Соль. Згідно з оцінкою 2014 року, там налічується 792 особи пемонів.
Макуші, які також розмовляють мовою пемон, живуть у Бразилії та Гаяні в районах, близьких до венесуельського кордону.
На мову та народ пемонів надзвичайно вплинули туризм та історичні події, такі як створення табору Канайма, заснованого сім'єю Боултонів поблизу міста Канайма, де є демографічна концентрація народу пемонів. Багато представників народу пемон працюють у готелях і туризмі. Більшість пемонів почали сповідувати католицизм і залишили позаду мову і віру своїх предків, проте частина представників народу пемонів, відомих як "чамани", все ще практикують релігію предків.

## Мова
Пемон (ісп. Pemón) — карибська мова, якою розмовляють переважно у Венесуелі, зокрема в регіоні Гран-Сабана штату Болівар. Згідно з переписом 2001 року, у Венесуелі налічувалося 15 094 носіїв пемонської мови. Вона поділяється на три основні діалекти: арекуна, камаракото і таурепанг.

## Міти

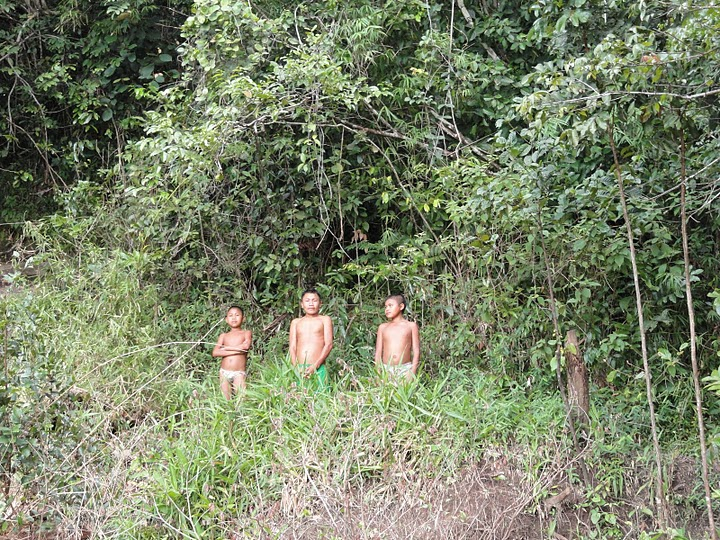
Троє молодих пемонців

Пемони мають дуже багату міфічну традицію, яка поєдналася з їхньою сучасною християнською вірою. Міфологія пемонів включає богів, що живуть на пасовищних горах, які називаються тепуй. Гори закриті для живих, оскільки вони також є домом для духів предків, які називаються маварі. Першим іноземцем, який серйозно вивчав міфи та мову пемонів, був німецький етнолог Теодор Кох-Грюнберг, який відвідав Рорайму в 1912 році.
Важливі міфи описують походження сонця і місяця, створення гір Тепуї, які різко підіймаються з саван Гран-Сабана, і діяльність героя-творця Макунаїми. Макунаїма описується як людина або група братів, синів сонця Вей і жінки з глини. Він вирушає на пошуки свого батька, який потрапив у полон до злих духів. Знайшовши батька, Макунаїма знаходить "дерево світу", яке він зрубує, а пеньок, що залишився, стає горою Рорайма. Падіння дерева спричинило великий катаклізм з повенями та пожежею, а людей Макунаїма створив заново. Макунаїма також перетворив людей і тварин на камінь, що є частиною опису світу природи в Пемоні .
Місіонерська робота серед індіанців вплинула на віру пемонів; а Джечікрай є пемонською адаптацією Ісуса Христа.